# Episoma
El episoma es una unidad extracromosómica replicante que funciona autónomamente o con un cromosoma. Puede integrarse, en muchos casos mediante un proceso de recombinación, en un cromosoma del organismo que lo porta, replicándose junto con éste.  Los episomas más conocidos son plásmidos que pueden integrarse al cromosoma. Uno de éstos es el plásmido F (que le confiere a la bacteria huésped la capacidad de formar el pili F (o pili sexual) por el que podrá transferir información genética a otra bacteria) al que se le llama episoma F cuando se ha integrado dentro del genoma de la bacteria hospedera. 
Los vectores de clonación de levaduras YEP: Plásmidos episomales de levaduras, también conocidos como cromosomas artificiales de levadura Yac pueden mantenerse como secuencias independientes de ADN sin integrarse en el genoma de la levadura
El "epitoma": trozos o fragmentos similares a minicromosomas de ADN mantenidos dentro del núcleo celular diana como elementos independientes, no integrados, dentro del ADN hospedador.
- Datos: Q3730650